# Exorista duplaria
Exorista duplaria är en tvåvingeart som först beskrevs av Villeneuve 1916.  Exorista duplaria ingår i släktet Exorista och familjen parasitflugor. Inga underarter finns listade i Catalogue of Life.